# ريكاردو سانتوس لاجو
ريكاردو سانتوس لاجو (10 سبتمبر 1980 بايليوس في البرازيل - ) هو لاعب كرة قدم بوسني وبرازيلي في مركز الوسط. شارك مع منتخب البوسنة والهرسك لكرة القدم. أما مع النوادي، فقد لعب مع أف سي موسكو ونادي ساو باولو ونادي شيروكي برييغ ونادي كراسنودار ونادي كوبان كراسنودار وFC Zhemchuzhina-Sochi ‏ ونادي لوندرينا وJaboticabal Atlético ‏ وسبارتاك نالتشيك ونادي خيمكي.

## وصلات خارجية
- ريكاردو سانتوس لاجو على موقع الاتحاد الدولي (مؤرشف)  (الإنجليزية)
- ريكاردو سانتوس لاجو على موقع ناشيونال فوتبول تيمز (الإنجليزية)
- ريكاردو سانتوس لاجو على موقع Soccerway.com (الإنجليزية)
- ريكاردو سانتوس لاجو على موقع عالم كرة القدم.نت (الإنجليزية)